# Björn Ulvaeus
Björn Kristian Ulvaeus (Gotemburgo, 25 de abril de 1945) é um compositor e produtor musical sueco, mais conhecido por ser integrante do grupo sueco de música pop ABBA. Atuou ainda como co-compositor dos musicais Chess, Kristina från Duvemåla, e Mamma Mia!, e co-produziu o filme Mamma Mia! (2008), com o também membro do ABBA, e amigo íntimo, Benny Andersson.
Em fevereiro de 2022, Ulvaeus e Källersjö anunciaram sua separação.

## Biografia
Aos seis anos de idade, Björn mudou-se com a família para Västervik, uma cidade sueca, onde mais tarde formou junto com o primo e alguns amigos, uma banda juvenil. Em meados dos anos cinquenta, Björn apaixonou-se pelo rock'n'roll e skiffle, sendo que até o início dos anos sessenta, era um membro de um grupo folclórico denominado West Bay Singers. Em 1963, entraram num concurso de talentos organizado por uma rádio sueca, o que levou à sua descoberta pelo músico, compositor, empresário e editor Stig Anderson e seu parceiro, Bengt Bernhag (que faleceu no mesmo dia que Agnetha e Bjorn casaram-se - 6 de julho de 1971). Na época, Stig e Bengt tinham recém fundado uma empresa discográfica, chamada Polar Music. Também foi em 1963, que o grupo de Björn, (West Bay Singers) adquiriu um novo nome, passando a se chamar Hootenanny Singers, que rapidamente se tornou um dos mais populares grupos dos anos sessenta na Suécia. Em 1966, Björn conheceu Benny Andersson, na época tecladista do grupo sueco Hep Stars, que viria a ser o seu parceiro musical por muitos anos.
Em 1971, Björn se casou com a também cantora sueca Agnetha Fältskog, após dois anos de namoro. O casal teve dois filhos, Linda (1973) e Christian (1977). No ano seguinte, o casal formou, junto com Benny e sua parceira Frida, o grupo ABBA (formado com as iniciais do nome de cada um).
Os ABBA alcançaram nos anos seguintes, um grande sucesso em todo o mundo, tendo a maior parte de suas músicas sendo compostas por Benny e Björn, já que algumas tinha ajuda de Stig. Nessa época, Björn se destacou como grande letrista e eventualmente cantor.
Ele e Agnetha se separaram em 1978, e em 1982 os ABBA resolve não gravar mais sob o nome ABBA. Na verdade, o grupo nunca anunciou oficialmente o fim. Ainda em 1982, é anunciada a separação de Benny e Frida.
Depois disso, Björn e Benny se dedicaram à composição de musicais, como Chess, Kristina från Duvemåla e Mamma Mia!, sucessos de público e crítica.
Um álbum do musical Chess foi lançado no outono de 1984, e em maio de 1986, abriu o musical do West End em Londres. Em 1988, Chess recebeu o Xadrez Broadway Premiere. Uma versão reformulada do musical teve início em Estocolmo, na Suécia, em 2002. Em 1990, Björn e Benny tinham decidido escrever um novo musical. Desta vez, queriam escrever exclusivamente em sueco. Eles escolheram o romance Emigrantes, série do autor Vilhelm Moberg, como base para seu trabalho. O musical Kristina från Duvemåla (Kristina De Duvemåla) abriu em outubro de 1995. O espectáculo decorreu durante três anos e meio em vários teatros da cidade sueca de Malmö, Gotemburgo e Estocolmo.
Björn se casou com Lena Kallersjö em 1980, tendo mais duas filhas. Divorciaram-se em 2022. 
Atualmente vive em Estocolmo, gerenciando as apresentações de seus musicais. Ele aparece em uma pequena ponta, no filme Mamma Mia!, vestido como um deus grego nos créditos finais do filme.
Björn tem-se envolvido profundamente com musical Mamma Mia!, musical este baseado em canções do ABBA. O show abriu em Londres e Inglaterra em abril de 1999, e, desde então tem sido um grande sucesso. O musical Mamma Mia! foi transformado em um filme, que estreou em julho de 2008.